# 増井孝子の100万人の青春ソング
増井孝子の100万人の青春ソング は2003年10月から2004年9月まで放送されたラジオ大阪の番組である。
パーソナリティは増井孝子、以前の2004年3月までアシスタントに神無月ゆうがいた。
- 放送時間は土曜日の午後3時から5時までの二時間の生放送であったが、「小泉総理ラジオで語る」の放送があった際には10分放送時間が削られ、午後4時50分まで。
- ちなみに2004年1月3日は三が日であるにもかかわらず、生放送で放送された。また2004年1月17日は神戸で午後4時から震災復興のコンサートが午後4時からあり、増井孝子がそのコンサートの司会を引き受けた関係で、その日は録音であった、実質の番組の進行は（ニュース・天気・交通情報等の進行）当時いたアシスタントの神無月ゆうが生で対応を行った。
- 番組のリクエストは、懐かしのフォーク等が中心で、番組のテーマ曲は中島みゆきの「時代」であった。

| ラジオ大阪 土曜日15:00-17:00                         | ラジオ大阪 土曜日15:00-17:00  | ラジオ大阪 土曜日15:00-17:00                                                                  |
| 前番組                                               | 番組名                        | 次番組                                                                                        |
| ---------------------------------------------------- | ----------------------------- | --------------------------------------------------------------------------------------------- |
| おおさかパワーワイド ちゃらんぽらんの元気もってこい! | 増井孝子の100万人の青春ソング | 林ひろし MY SOUND CAFE (15:00 - 16:00) ARE YOU オーケイ? サタデーinザ・パーク (16:00 - 17:00) |